# 학원묵시록의 등장인물 목록
학원묵시록의 등장인물은 사토 다이스케와 사토 쇼우지의 만화 《학원묵시록》에 등장하는 인물의 목차이다.
- 성우는 드라마 CD·TV 애니메이션 모두 동일하다.

## 등장 인물
코무로 타카시
성우 - 스와베 쥰이치
본작의 주인공이자 고교 2학년생. 본래 무기력한 성격을 가졌으나 학교에 좀비들이 들어와 점령하게 되면서 성격이 급변하여 여자친구인 미야모토 레이를 지키겠다는 다짐을 하면서 차츰 강인해지려는 모습을 보이기도 한다.
미야모토 레이
성우 - 이노우에 마리나
타카시의 여자친구이자 고교 2학년생. 신체능력이 뛰어나 창술(槍術)에 능한 편이고 총검술도 뛰어난 성격을 가졌다. 외모상 연약해 보이긴 하지만 창술과 총검술을 가진 영향 때문에 실력만큼은 강인한 편이다. 원래 부스지마 사에코와 동급생이었으나 아버지 일에 휘말려 유급하게 되었다.
부스지마 사에코
성우 - 사와시로 미유키
고교 3학년생으로 쿨한 성격에 검술 능력을 가진 여학생이기도 하며 고어체를 사용하고도 있어서 약간의 고풍스런 분위기도 느껴진다. 검도부 부장을 맡고 있으며 믿음직한 생존자 쪽의 리더 역할까지 충실히 하고 있는 편이다. 한편으로는 강인하면서도 여성적 본연의 성격도 가지고 있다. 약간의 새디즘이 있다.나중엔 타키시와 섹스를 한다
타카기 사야 ㅈ
성우 - 키타무라 에리
고교 2학년생으로 조금 거만한 성격을 가졌지만 뛰어난 두뇌능력 덕분에 지식통 역할도 하고 있지만 운동면에서는 꽤 약한 편인 부잣집 아가씨이다. 마음 속으로 타카시를 좋아하는 것으로 추정되며 미야모토 레이와는 동급생 관계이다.
히라노 코우타
성우 - 히야마 노부유키
고교 2학년생이자 타카시의 동급생. 학생이긴 하지만 공부보다는 주로 군사 및 무기쪽에 관심이 많은 밀리터리 매니아이며 이를 바탕으로 좀비들과의 전투에서도 총기를 사용하는 능력을 가졌다.
이고 히사시
성우 - 미야노 마모루
고교 2학년생이자 타카시의 동급생. 가라데 유단자이며 미야모토 레이와 이성 친구로 사귀고 있다.
마리카와 시즈카
성우 - 후쿠이 유카리
후지미 고교 보건 교사. 생존자 중 유일한 학교 교사이자 성인(成人)이었지만 오히려 전투면에서는 학생 제자들에게 밀려나는 성격으로 그리 비중이 없으며 아예 도움 자체도 되지 못하는 성격으로 전투에서는 거의 운전 역할만 하고 있다. 하지만 보건 교사인만큼 의료 지식은 박식한 편이다. 의외로 운전실력이 좋다.
마레사토 아리스
성우 - 타케타츠 아야나
타카시 일행에서 가장 나이가 어린 소녀로 좀비들이 습격을 하였을 때 아버지를 여읜 후 고아가 되었다가 타카시 일행의 도움을 받은 계기로 그들과 함께 하고 있다. 일행 중에서 가장 나이가 어린 편이라 전투에는 직접 참여하지 못하지만 대신 코우타에게 탄환을 주는 등 보조 역할은 어느 정도 하는 편이다.
지크
성우 - 하라다 히토미
아리스가 기르고 있는 작은 강아지. 아리스가 타카시 일행과 합류한 이후에도 같이 다니고 있다.
시도 코이치
성우 - 타니야마 키쇼
후지미 고교 교사. 타카시 일행이 탈출하면서 교내에 남은 학생들을 모아 탈출하는데 성공한다. 미야모토 레이의 유급에 직접적인 영향을 끼친 장본인이다.
미나미 리카
성우 - 타케우치 쥰코
현경 특수부대(SAT) 소속의 저격수이자 마리카와 시즈카의 친구. 좀비와의 전투 때 타카시 일행과 만나게 된다.

## 같이 보기
- 학원묵시록